# Norvegia ai III Giochi olimpici invernali
La Norvegia partecipò ai III Giochi olimpici invernali, svoltisi a Lake Placid, Stati Uniti, dal 4 al 15 febbraio 1932, con una delegazione di 19 atleti impegnati in cinque discipline.

## Medagliere

### Per discipline
| Sport                   | Oro | Argento | Bronzo | Totale |
| ----------------------- | --- | ------- | ------ | ------ |
| Salto con gli sci       | 1   | 1       | 1      | 3      |
| Combinata nordica       | 1   | 1       | 1      | 3      |
| Pattinaggio di figura   | 1   | 0       | 0      | 1      |
| Pattinaggio di velocità | 0   | 2       | 0      | 2      |
| Sci di fondo            | 0   | 0       | 1      | 1      |
| Totale                  | 3   | 4       | 3      | 10     |

### Medaglie
| Medaglia | Atleta               | Sport                   | Evento           |
| -------- | -------------------- | ----------------------- | ---------------- |
| Oro      | Sonja Henie          | Pattinaggio di figura   | Femminile        |
| Oro      | Birger Ruud          | Salto con gli sci       | -                |
| Oro      | Johan Grøttumsbråten | Combinata nordica       | -                |
| Argento  | Bernt Evensen        | Pattinaggio di velocità | 500 m maschile   |
| Argento  | Ivar Ballangrud      | Pattinaggio di velocità | 10000 m maschile |
| Argento  | Hans Beck            | Salto con gli sci       | -                |
| Argento  | Ole Stenen           | Combinata nordica       | -                |
| Bronzo   | Arne Rustadstuen     | Sci di fondo            | 50 km maschile   |
| Bronzo   | Kåre Walberg         | Salto con gli sci       | -                |
| Bronzo   | Hans Vinjarengen     | Combinata nordica       | -                |